# Anatolij Onoprienko
Anatolij Jurjevič Onoprienko také známý jako Terminátor (25. července 1959 – 27. srpna 2013) byl sovětsko-ukrajinský sériový vrah, který se přiznal k vraždě 52 lidí.

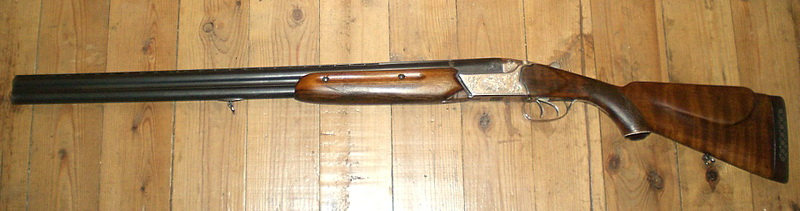
Brokovnice TOZ-34, zbraň kterou Onoprienko použil při několika vraždách

Anatolij Onoprienko se narodil ve vesnici Lasky v Žytomyrské oblasti. Byl mladší ze dvou synů, přičemž jeho bratr Valentin byl o 13 let starší než on. Jeho otec byl alkoholik, který rodinu opustil, a když mu byly 3 roky, zemřela i jeho matka. Poté ho střídavě vychovávala babička a otec, později byl umístěn do sirotčince ve vesnici Pryvitne. V tehdejším sovětském sirotčinci trpěl hladem, dopouštěl se šikanování slabších jedinců a naučil se zde i drobným krádežím. Už tehdy se u něj projevila záliba ve žhářství.
V roce 1976 opustil sirotčinec a po absolvování povinné vojenské služby se přihlásil na námořní školu. Po škole se živil jako námořník, a tak navštívil mnoho míst světa. Později si našel i ženu, se kterou zplodil dítě. V roce 1986 se stal hasičem a zapsal se i do cechu mysliveckého. Tehdy si pořídil svou první zbraň, loveckou pušku.

## Trestná činnost
- 1. doložená vražda se stala roku 1989 v červnu, to mu bylo 30 let, kdy zastřelil na dálničním odpočívadle pár, který přespával ve svém autě. Muže usmrtil ve spánku, zatímco ženu odvlekl do lesa, kde se ovšem pokusila volat o pomoc a následně byla zastřelena též, tělo pohodil v lese a zakryl větvemi. Auto odvezl na jiné místo a tam jej zapálil.
- 16. července 1989 opět zastřelil pár, který přespával ve svém autě, před opuštěním místa činu vůz i s těly zapálil.
- 16. srpna 1989 zabil dalších 5 lidí, kteří zase spali v autě, včetně jedenáctiletého chlapce. Vůz poté opět spálen. V souvislosti s těmito vraždami Anatolij vypověděl, že byly neúmyslné, a že chtěl auto pouze vyloupit.
- 5. října 1995 zabil 2 muže.
- 28. října 1995 zabil dalšího muže.
- 24. prosince 1995 na Vánoce vnikl do hájovny v malé vesničce a zabil zde myslivce, jeho ženu i jejich 2 malé syny, přičemž jednomu z nich byly pouze 3 měsíce. Tak malé dítě prý Anatolij usmrtil, dle jeho vlastních slov proto, aby nemuselo vyrůstat v sirotčinci jako on. Z domu poté odnesl peníze, šperky a oblečení, a poté celý dům spálil.
- 30. prosince 1995 na západě Ukrajiny poblíž polských hranic zastřelil manželský pár i 2 sestry oné ženy, které byly ve věku 19 let. Celý dům opět zapálen. Poté zde zabil ještě jednoho náhodného svědka, kterého potkal, když opouštěl místo činu.
- 5. ledna 1996 zavraždil 2 obchodníky a ještě ten den v noci 2 policisty.
- 6. ledna 1996 nedaleko dálnice mával na řidiče, kteří jeli okolo a budil dojem, že potřebuje pomoct. Když mu někdo zastavil, celou posádku postřílel.
- 17. ledna 1996 zabil pětičlennou rodinu, včetně šestiletého chlapce. V ten den také zabil další 2 náhodné svědky.
- 30. ledna 1996 zabil další 4 osoby, zdravotní sestru, jejího manžela i jejich 2 malé chlapce.
- 19. února 1996 zabil 3 členy rodiny Dubčakových. Otce zastřelil a matku umlátil kladivem, poté našel jejich dceru jak se modlí. Poručil jí ať mu řekne, kde schovávají peníze a cennosti, když odmítla, rozmlátil jí lebku kladivem.[1]
- 27. února 1996 zastřelil muže a ženu a jejich 2 dcerky ve věku 7 a 8 let usmrtil sekerou. Zastřelil zde i jejich souseda, který byl dalším náhodným svědkem a za necelý měsíc zabil další dva muže.
- poslední doložené vraždy se staly 22. března 1996, kde bylo dohromady 12 obětí.

### Pátrání
Na Anatolije Onoprienka bylo vyhlášeno největší a nejintenzivnější pátrání v historii země. Zúčastnilo se ho přes 2 tis. policistů a 3,5 tis. vojáků, kteří střežili vesnice v oblastech, kde vrah působil. Ale i přes toto pátrání nebyl nikdo dopaden, nebyly totiž žádné důkazy, protože Anatolij po sobě všechny spálil a všechny svědky zastřelil. Policie měla také potíže s identifikováním obětí, protože měli častokrát rozstřílené obličeje. Policie zatkla několik podezřelých, nikdo z nich ale nebyl usvědčen. Celý případ vysoce otřásl veřejností a na policii byl vyvíjen obrovský tlak na dopadení onoho vraha. Policie proto v březnu 1997 zatkla podezřelého šestadvacetiletého Jurije Mozolu a snažili se ho přimět k přiznání tím, že ho podrobili třídennímu mučení. Jurij ale stále prohlašoval, že je nevinný a na následky mučení nakonec zemřel.

### Dopadení
Koncem března 1997 vyhnal Anatolija ze svého domu jeho bratranec, u kterého v té době bydlel. Našel totiž jeho tajnou skrýš zbraní a dostal strach. Nakonec i vše nahlásil na policii. Policie si pro Anatolija přišla krátce poté do bytu, kam se přestěhovali i s jeho tehdejší přítelkyní. V bytě se našlo celkem 122 položek ukradených z domů obětí.

## Soud
Soud se konal 23. listopadu 1998. Soudní síň byla přeplněna pozůstalými. Dne 3. března 1999 soudní jednání skončilo. Po procesu se veřejnost dožadovala, aby jim byl vrah vydán k lynčování, nebo aby byl před popravou mučen. Ovšem 1. ledna 1995 se Ukrajina stala členskou zemí rady Evropy, a proto nemohl být odsouzen k trestu smrti. Tehdejší ukrajinský prezident Leonid Kučma sice požádal o výjimku a souhlas s popravou, ale evropské orgány na to nepřistoupily. Anatolij proto skončil ve vězení, kde 27. srpna 2013 zemřel na infarkt.